# Incrustocalyptella orientalis
Incrustocalyptella orientalis är en svampart som beskrevs av Desjardin 2000. Incrustocalyptella orientalis ingår i släktet Incrustocalyptella och familjen Cyphellaceae.   Inga underarter finns listade i Catalogue of Life.